# 2007 en sports équestres
Chronologie des sports équestres
- 2006 en sports équestres - 2007 en sports équestres - 2008 en sports équestres

Cet article présente les faits marquants de l'année 2007 en sports équestres.

## Événements

### Avril
- 22 avril 2007 : le cavalier suisse Beat Mändli sur Ideo du Thot remporte la finale de la Coupe du monde de saut d'obstacles 2006-2007 à Las Vegas (États-Unis)[1].

### Juillet
- 13 au 19 juillet 2007 : les épreuves d'équitation aux Jeux Panaméricains 2007 se sont déroulées à Rio de Janeiro au Brésil.

### Septembre
- 16 septembre 2007 : au terme de la dernière épreuve à Barcelone (Espagne), l'équipe allemande remporte la Coupe des nations de saut d'obstacles 2007[2]